# Palatul Cantacuzino
Der Cantacuzino-Palast befindet sich auf der Calea Victoriei Nummer 141 in Bukarest in Rumänien. Seit 1956 beherbergt er das Gedenkmuseum George Enescu.

## Geschichte
Das Gebäude wurde 1902 nach Plänen des Architekten John D. Berindey im Stil der Beaux-Arts-Architektur für den ehemaligen Präsidenten des Ministerrats Gheorghe Grigore Cantacuzino errichtet, der wegen seines sagenhaften Reichtums den Spitznamen „Nababul“ erhielt. Nach „Nababuls“ Tod vererbte er das Gebäude seinem Sohn Michael, der 1929 starb und es seiner Frau Maruca hinterließ, die im Dezember 1939 George Enescu heiratete.
Im Jahr 1956 wurde in dem Schloss zu Ehren des größten rumänischen Komponisten George Enescu ein Gedenkmuseum eingerichtet, das seit 1990 den Namen Nationalmuseum George Enescu trägt.

## Beschreibung
Das Gebäude, das unter Denkmalschutz steht, hat vier Ebenen: ein Souterrain, ein Erdgeschoss mit Bogenfenstern und steinernem Treppengeländer, ein Obergeschoss mit französischen Balkonen und ein reich verziertes Dachgeschoss. Die Fassade wird von dem  Eingangsportal, das von einem muschelförmigen Glasdach überdacht ist, zu dem eine von zwei steinernen Löwen gesäumte Marmortreppe hochführt, dominiert.

## Fotos

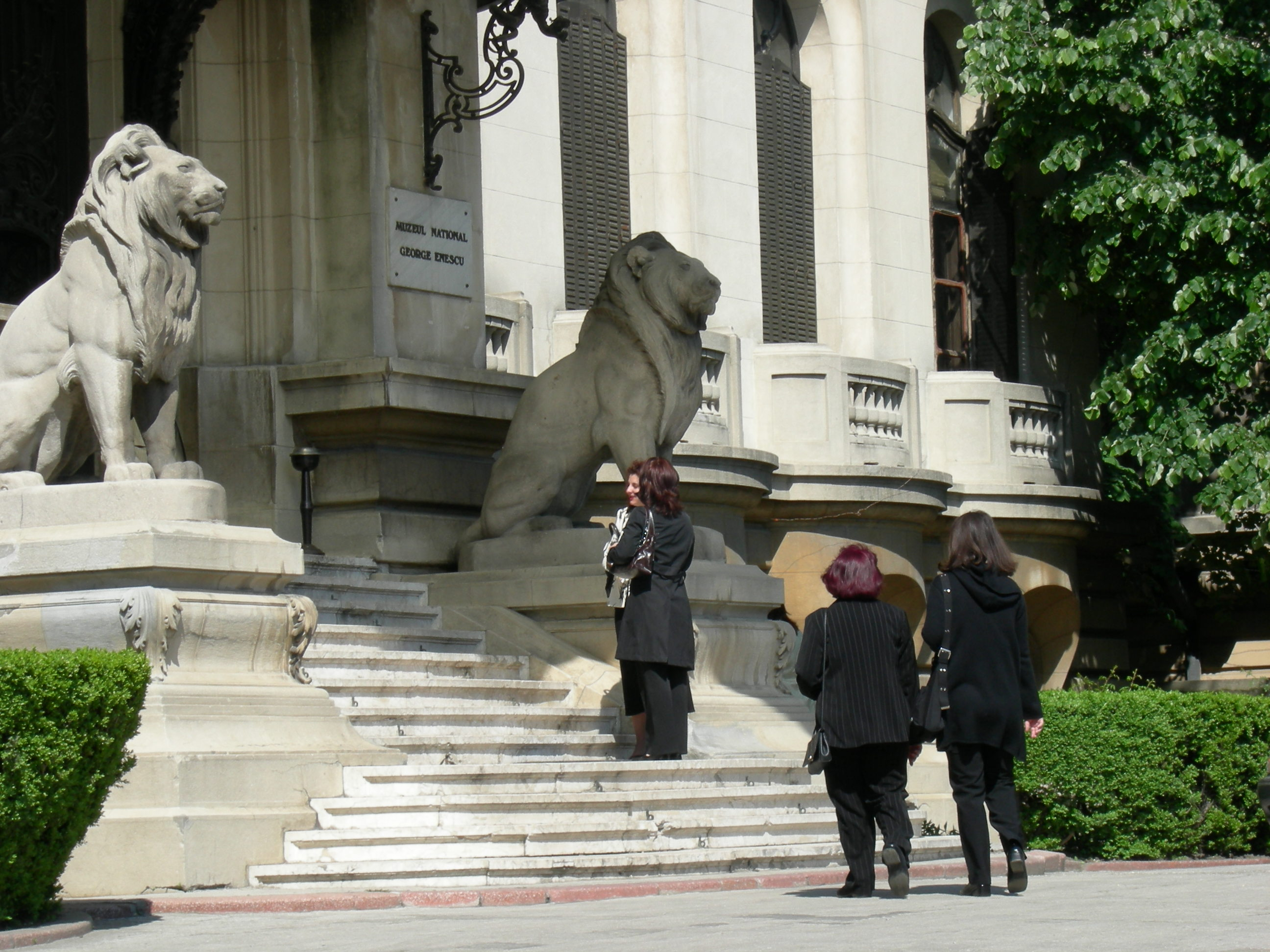
Eingang mit den zwei Löwen
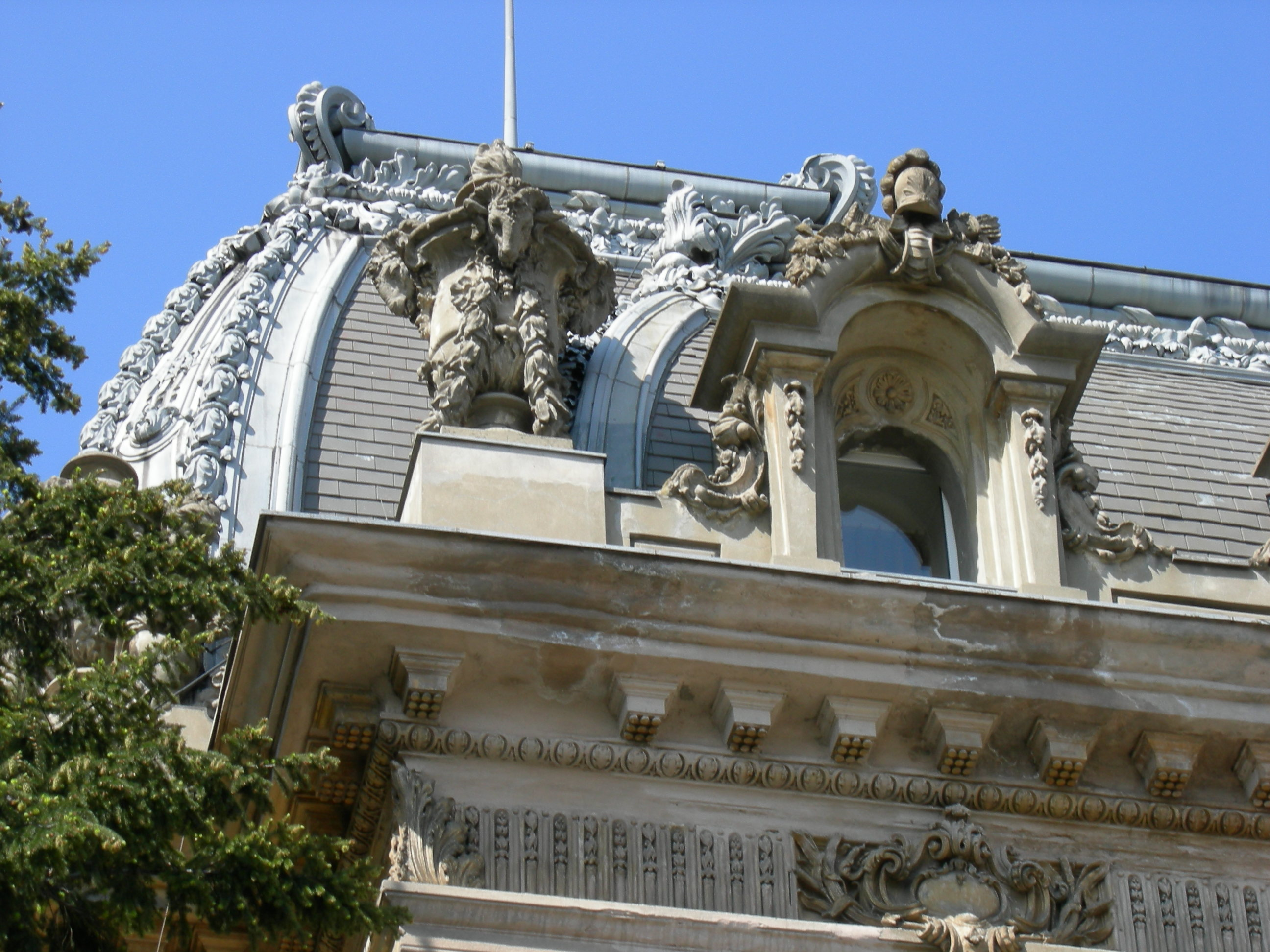
Dachgeschoss
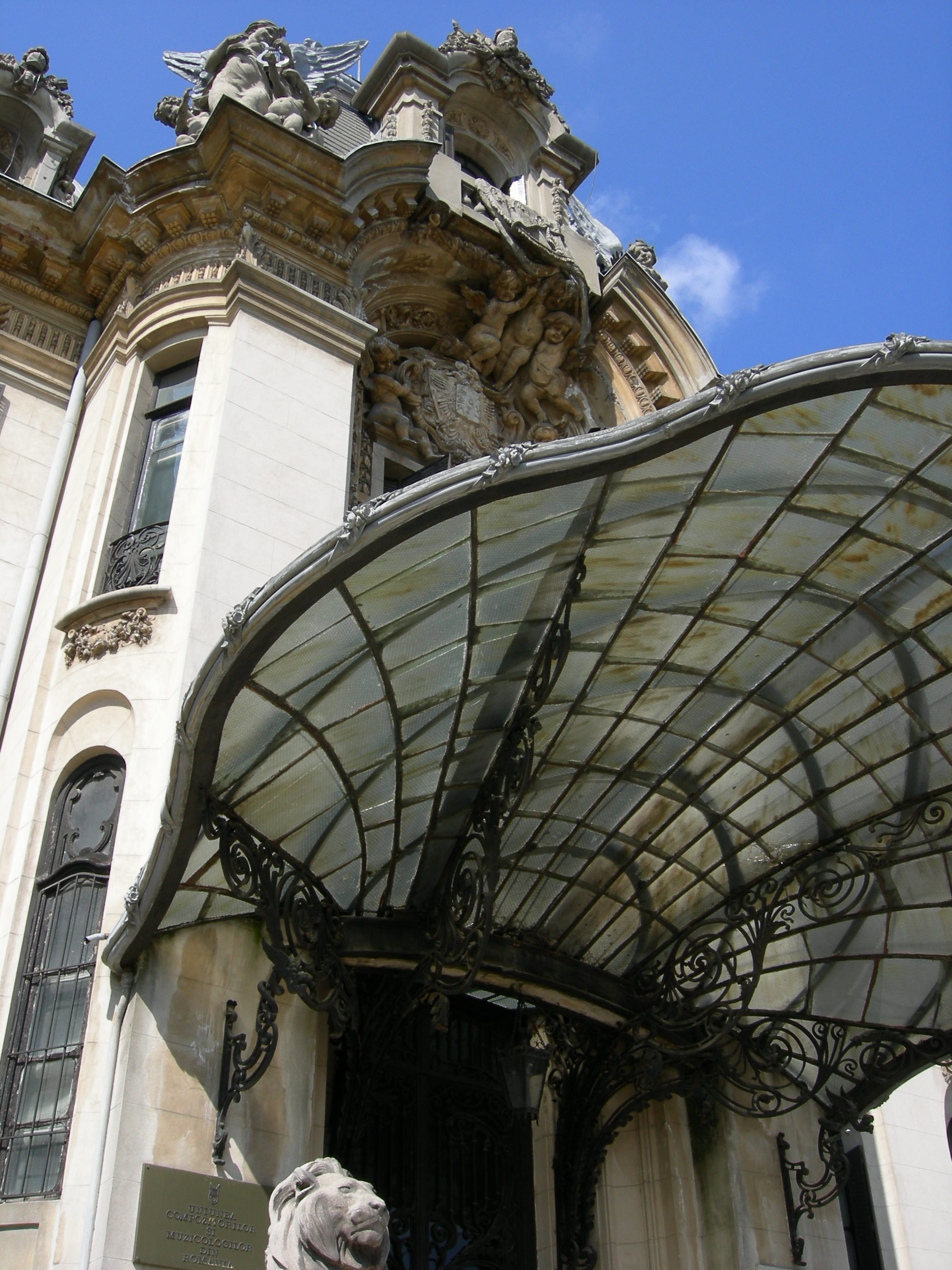
Glasdach
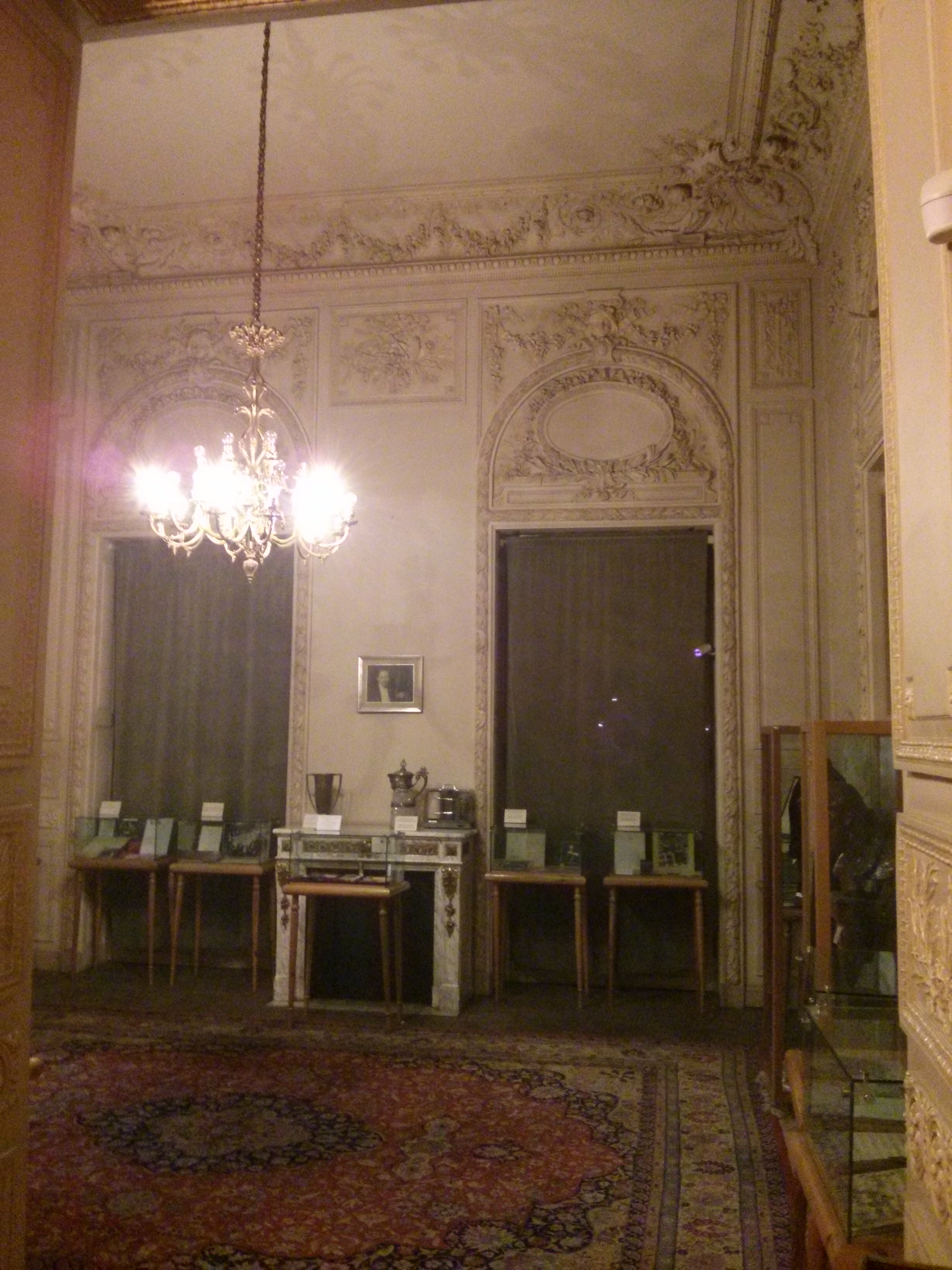
Innenansicht
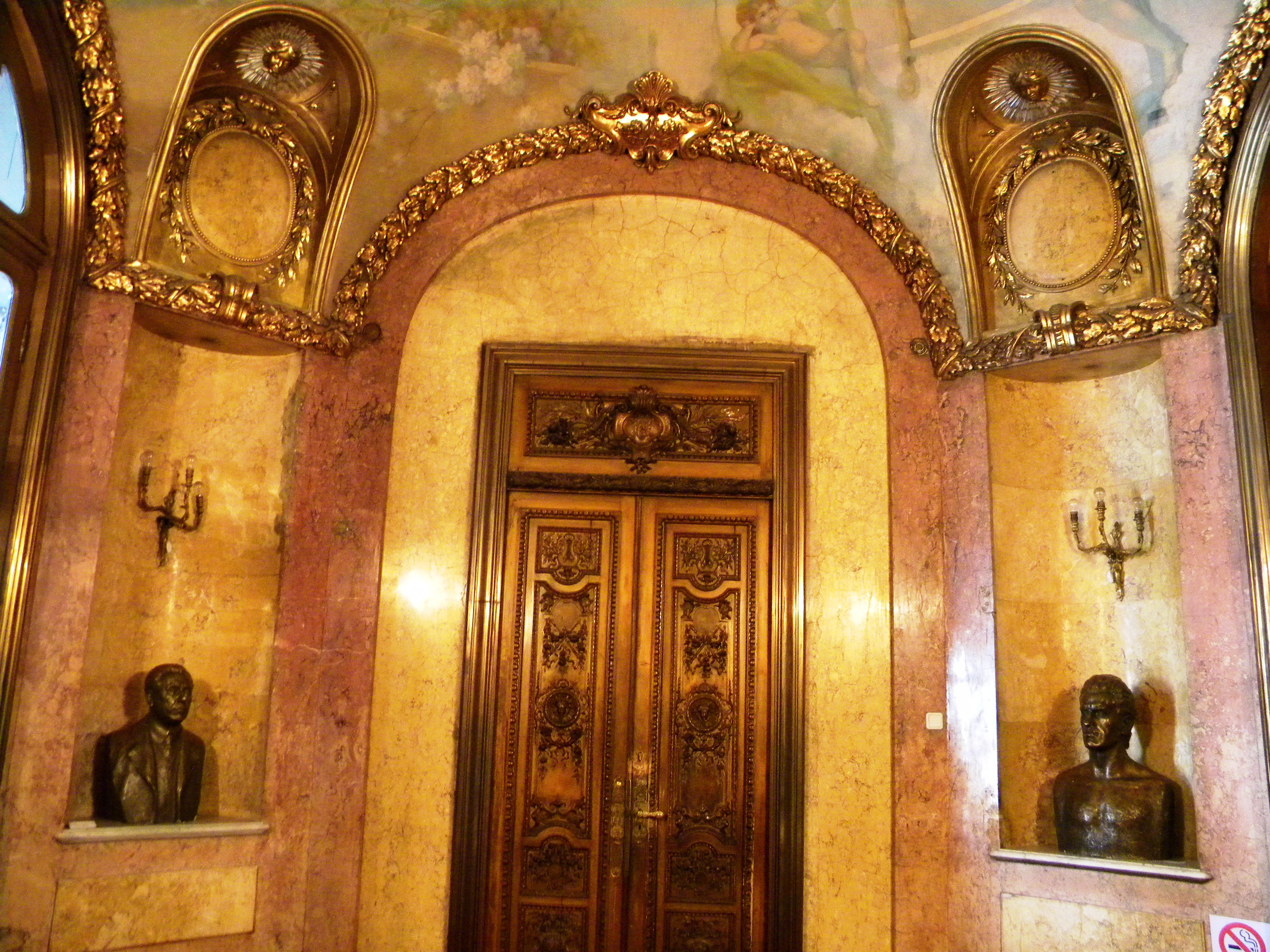
Eingangsportal
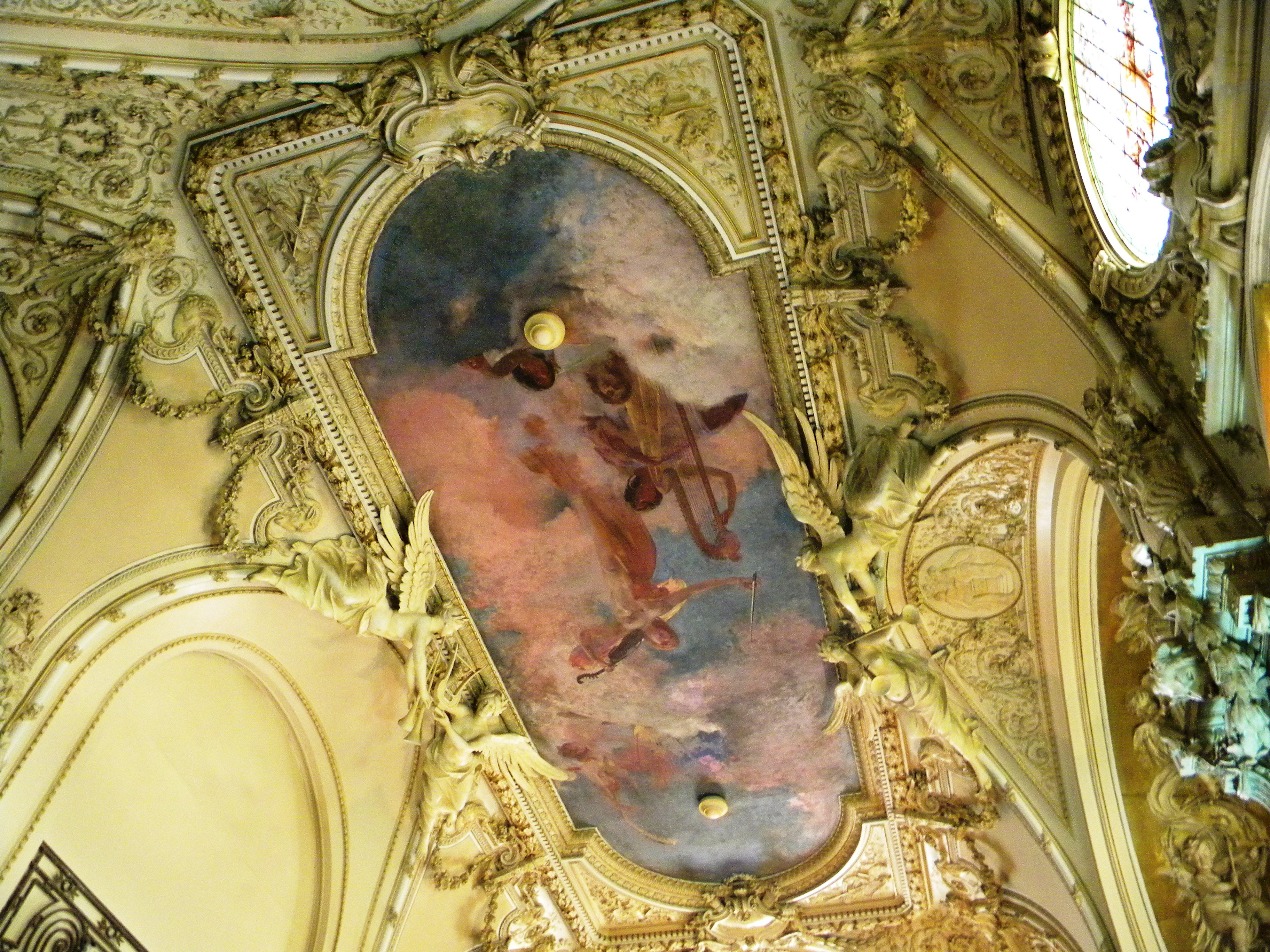
Detailansicht
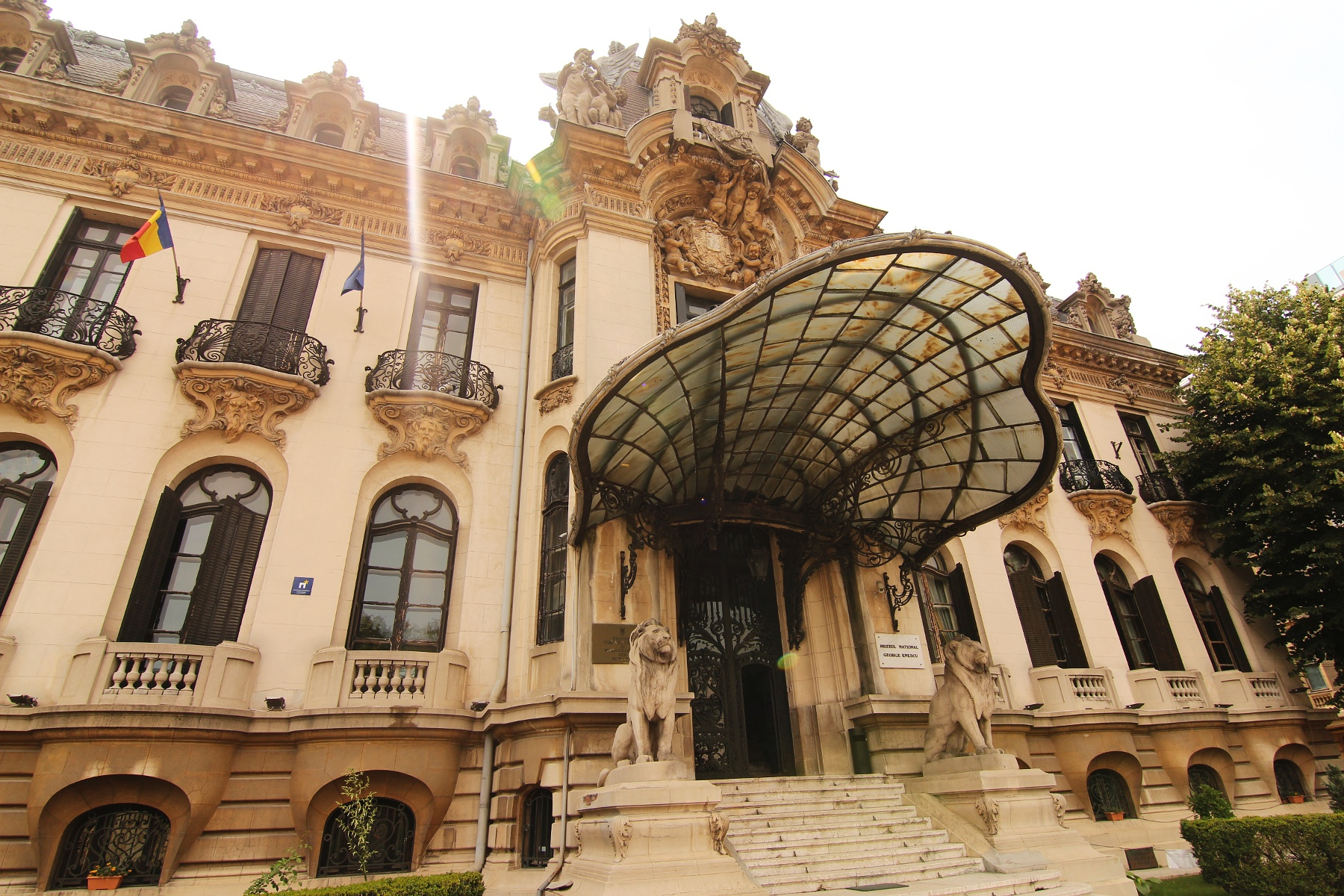
Eingang
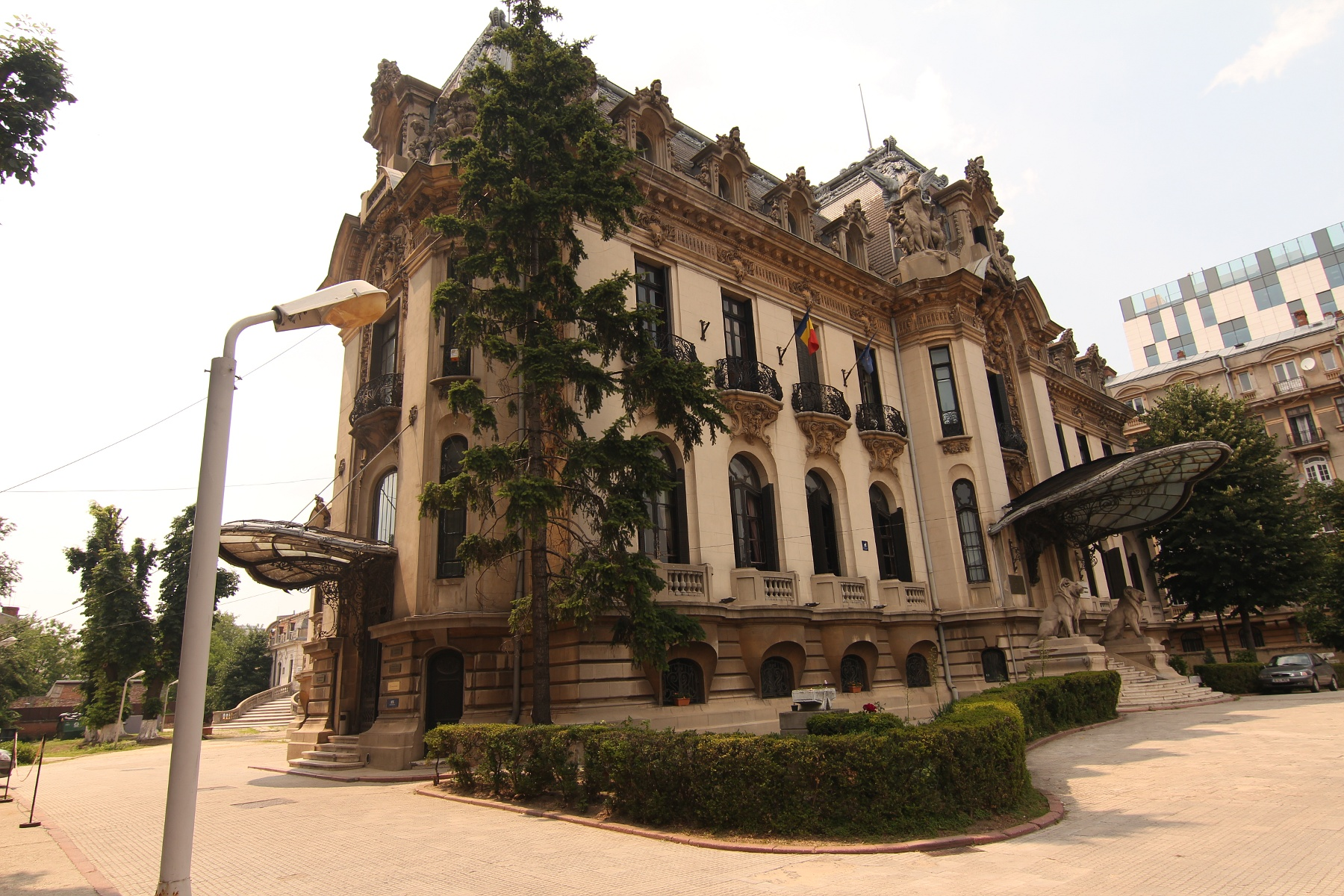
Gesamtansicht